# TuS Landstuhl
Der TuS Landstuhl (offiziell: Turn- und Sportverein 1883 e.V. Landstuhl) ist ein Sportverein aus Landstuhl im Landkreis Kaiserslautern. Die erste Fußballmannschaft spielte ein Jahr in der damals drittklassigen Oberliga Südwest.

## Geschichte
Der Verein wurde im Jahre 1883 als TV Landstuhl gegründet und ging 1933 mit allen anderen Sportvereinen vor Ort im TuS Landstuhl auf. Den Fußballern gelang 1970 der Aufstieg in die 2. Amateurliga Westpfalz, wo man schon zwei Jahre später Vizemeister hinter den Amateuren des FK Pirmasens wurde. 1976 gelang der Aufstieg in die Amateurliga Südwest, die seit 1978 Verbandsliga heißt. Im Jahre 1980 gelang der Aufstieg in die Oberliga Südwest, aus der die Mannschaft gleich wieder abstieg. Negativer Höhepunkt der Saison war eine 2:10-Niederlage bei Hassia Bingen. 
Im Jahre 1983 stieg der TuS in die Bezirksliga ab und wurde gleich in die Kreisliga durchgereicht. Seit dem Aufstieg im Jahre 2009 tritt der TuS in der Kreisliga Kaiserslautern/Kusel an.
Der Verein spielt im Stadion Rothenborn mit 8.000 Plätzen.

## Persönlichkeiten
| - Harald Braner - Thomas Dooley | - Bratislav Đorđević - Manfred Feldmüller | - Theo Gries - Roland Schwarzwälder |